# Mulieng Meucat
Mulieng Meucat is een bestuurslaag in het regentschap Aceh Utara van de provincie Atjeh, Indonesië. Mulieng Meucat telt 255 inwoners (volkstelling 2010).